# Бочёнки
Бочёнки — деревня в Сафоновском районе Смоленской области России. Входит в состав Николо-Погореловского сельского поселения. Население — 1 житель (2007 год).

## География
Расположена в центральной части области в 14 км к северо-востоку от города Сафонова, в 6 км севернее автодороги М1 «Беларусь», на берегу реки Вержа. В 9 км севернее от деревни железнодорожная станция Остановочный пункт 300-й км на линии Москва — Минск.

## История
В годы Великой Отечественной войны деревня была оккупирована гитлеровскими войсками в сентябре 1941 года, освобождена в 1943 году.